# 越中褌
越中褌（日语：／ etchū fundoshi */?）是日本的传统男性内衣，属于褌的一种。是长1米、宽34厘米的带状物，其中一端有带子连接。常常见于水行、裸祭等场合。

## 概况
越中裈的名称来源于日本古代的越中国，有多種說法，其中包括為細川越中守三齋所發明，亦有越中一帶遊女發明。，其特点是穿着较为方便，且以自家缝制居多，颜色以白色为主。在江户时代，隐居的武士、体力劳动者、神職、医生、僧伽、商人和文艺创作者多为使用。1873年（明治6年）的征兵令规定，所有男子进入军队时，需穿着越中裈，从此取代了六尺褌在军队中的使用。在太平洋战争时，越中裈已经成为了褌的代名词，几乎所有的日本男子都有这种内衣。在第二次世界大战结束后，伴随着西方现代服装的大量流行，越中裈很少再被穿着。到了20世纪末，尽管现代式内裤已经十分普遍，但是高温潮湿的日本气候又促使了越中褌的再次出现。